# Hans Reichenbach (Physiker)

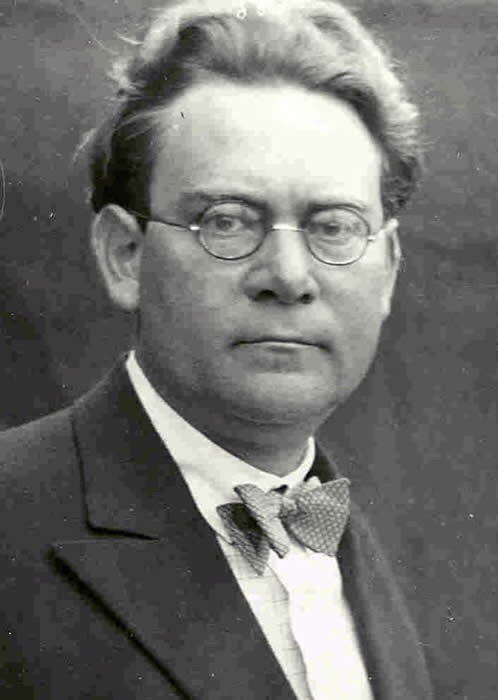
Hans Reichenbach, 1921

Hans Reichenbach (* 26. September 1891 in Hamburg; † 9. April 1953 in Los Angeles, Kalifornien) war ein deutscher Physiker, Philosoph und Logiker.

## Leben
Reichenbach war der Sohn des Kaufmanns Bruno Reichenbach und dessen Ehefrau, der Erzieherin Selma Menzel. Seine Brüder waren der Journalist und KAPD-Aktivist Bernhard Reichenbach (1888–1975) und der Musikwissenschaftler Hermann Reichenbach (1898–1958).
1910/11 studierte Reichenbach an der Technischen Hochschule Stuttgart Bauingenieurwesen, das er aber bald abbrach. Er wechselte nach Berlin, um Mathematik, Physik und Philosophie zu studieren. Später wechselte er mit denselben Fächern an die Universitäten von Göttingen und München; seine Professoren waren dort Max Planck, Max Born, Ernst Cassirer, David Hilbert und Arnold Sommerfeld.
1915 wurde Reichenbach an der Universität Erlangen mit seiner Arbeit Der Begriff der Wahrscheinlichkeit für die mathematische Darstellung der Wirklichkeit von dem Mathematiker Max Noether und dem Philosophen Paul Hensel promoviert. Im folgenden Jahr absolvierte Reichenbach sein Staatsexamen für Mathematik und Physik und diente anschließend als Soldat im Ersten Weltkrieg.
Im Winter 1917/18 konnte er sein Studium in Berlin fortsetzen. Während dieser Zeit lernte er Albert Einstein kennen. Mit dessen Förderung konnte sich Reichenbach 1920 an der Technischen Hochschule Stuttgart habilitieren und bekam als Privatdozent dort auch einen Lehrauftrag. Seine Seminare reichten von der Geschichte der Philosophie bis hin zur Radiotechnik, Relativitätstheorie und Wissenschaftstheorie.
Vor dem Krieg und auch ab 1918 war er, teilweise zusammen mit Karl August Wittfogel, sehr aktiv in der Jugendbewegung und der sozialistischen Studentenpolitik. Reichenbach schrieb das Programm der sozialistischen Studentenpartei Berlin. Auf Einsteins Vorschlag hin wurde 1926 Reichenbach zum a.o. Prof. für Philosophie der Physik an der Universität Berlin ernannt. Reichenbach begründete 1930 u. a. zusammen mit Rudolf Carnap die Zeitschrift Erkenntnis, das Organ des logischen Positivismus.
Reichenbach war unter den ersten Dozenten, welche quasi mit der Machtergreifung der Nationalsozialisten 1933 von der Universität entlassen wurden. Er ging in die Türkei (Haymatloz) und erhielt dort eine Professur an der Universität Istanbul. Dort wurde er mit der Umstrukturierung und Erneuerung des Philosophieunterrichts betraut. 1938 ging er in die USA und lehrte bis zu seinem Tod an der University of California, Los Angeles (UCLA). 
Beispielhaft für die Probleme Reichenbachs im Nazideutschland ist ein Brief Felix Meiners an Rudolf Carnap, den Mitherausgeber der Zeitschrift Erkenntnis, vom 14. Juli 1937, der u. a. berichtet, es sei ihm „das weitere Verbleiben von Professor Reichenbach in der Herausgeberschaft der ‚Erkenntnis‘ als untragbar bezeichnet worden, nicht nur weil er Nichtarier ist, sondern hauptsächlich weil er in der Nachkriegszeit politische Äußerungen in Reden und Broschüren getan hat, die ihn für den heutigen Staat unmöglich machen.“

## Werk
Reichenbach beschäftigte sich zunächst hauptsächlich mit Einsteins Relativitätstheorie und wurde dabei zu einem ihrer wichtigsten Verteidiger gegen Einwände von unterschiedlichen Seiten sowie zu einem der bekanntesten Kritiker populärer, oft uninformierter Darstellungen beider Relativitätstheorien.
Folgte er dabei anfangs noch einem leicht modifizierten Kantianismus, so entwickelte er Mitte der 1920er Jahre in fortschreitender Dezidiertheit das Programm eines logischen Empirismus (auch logischer Positivismus genannt) und wurde zu einem der Hauptvertreter desselben in Deutschland.

### Wissenschaft und Philosophie
Nach seiner zusammen mit Rudolf Carnap erfolgten Übernahme der Schriftleitung der Zeitschrift Annalen der Philosophie unter dem neuen Titel Erkenntnis fasst Reichenbach 1930 das dort vollzogene und maßgeblich von ihm ausgearbeitete wissenschaftsanalytische Programm in die Formel, „Philosophie nicht als isolierte Wissenschaft, sondern im engsten Zusammenhang mit den einzelnen Fachwissenschaften zu treiben“. Dies unterscheidet Reichenbachs Ansatz von der im Wiener Kreis gepflegten Herangehensweise: Während der Wiener Kreis Wissenschaft formal-logisch rekonstruieren wollte, führte für Reichenbach der philosophische Zugang zur Wissenschaft ausschließlich über die Berücksichtigung wissenschaftlicher Disziplinen wie etwa Psychologie und Soziologie, welche Wissenschaft selbst thematisieren konnten. Die entsprechende interdisziplinäre Zusammenarbeit pflegte Reichenbach im Rahmen der Berliner Gruppe, die freilich auch in enger Verbindung zum Wiener Kreis stand.

### Logik und Erkenntnistheorie
In den 1930er und nachfolgenden Jahren arbeitete Reichenbach an Problemen der Wahrscheinlichkeitslogik. Zur logischen Beschreibung der Quantenmechanik konstruierte Reichenbach eine dreiwertige Logik (Quantenlogik) mit den Wahrheitswerten wahr, falsch und unbestimmt, die drei Arten der Negation (ausschließende, diametrale und vollständige Negation) und drei Arten der Implikation (Standardimplikation, Alternativimplikation, Quasiimplikation) besitzt.
In seinem Buch Experience and Prediction nützt Reichenbach wahrscheinlichkeitstheoretische Überlegungen auf eine innovative, nach wie vor diskutierte Weise zur Klärung des erkenntnistheoretischen Problems, warum wir die Annahme der Existenz einer von unserem Bewusstsein unabhängigen Außenwelt dem Solipsismus vorziehen sollten. Dazu veranstaltet Reichenbach das Gedankenexperiment seiner „Würfel-Welt“ (in der angelsächsischen Diskussion auch „Reichenbach’s Cube“ genannt): Demnach lebt die gesamte Menschheit in einem riesigen undurchsichtigen und undurchdringlichen Würfel, auf dessen innerer Oberfläche sich ausschließlich Schatten außen vorbeifliegender Vögel silhouettenhaft abzeichnen. Diese Schatten werden noch dazu systematisch so verzerrt, dass sie jeweils doppelt an verschiedenen Stellen der Oberfläche zu sehen sind. Die Einwohner des Würfels nehmen zunächst an, dass hinter diesen Schatten keine äußere Wirklichkeit steht, bis ein Genie unter ihnen, das Reichenbach „Kopernikus“ nennt, die Parallelität zwischen den jeweiligen Schattenpaaren beobachtet. „Kopernikus“ kann nachweisen, dass eine zufällige Ähnlichkeit zwischen je zwei Schatten viel unwahrscheinlicher ist als die Existenz einer gemeinsamen äußeren Ursache und dass die Existenz einer Welt außerhalb des Würfels daher sehr wahrscheinlich ist. Abschließend überträgt Reichenbach das Ergebnis dieses Gedankenexperiments auf die Situation des Menschen: Selbst wenn die Würfel-Insassen die Wände des Würfels durchstoßen könnten, befänden sie sich immer noch in einer vergleichbaren Lage, da sich ihnen die Frage stellte, ob ihre Erfahrungen nur in ihrem Bewusstsein existierten oder von einer unabhängigen Außenwelt verursacht seien. Auch hier spräche dann die genannte wahrscheinlichkeitstheoretische Überlegung für letzteres.

### Ein Modell des Tempus in der natürlichen Sprache
Hans Reichenbach schuf 1947 ein äußerst einflussreiches Modell zur Analyse der Bedeutung von Tempus in der natürlichen Sprache. Sein Tempussystem ist ein für alle Einzelsprachen gültiges System von Zeitrelationen. Zeit wird von ihm verstanden als eine dichte Folge von Zeitpunkten, die sich zu Intervallen gruppieren. Ein Zeitintervall besitzt dabei einen Anfangs- und einen Endpunkt, hingegen habe ein Zeitmoment diese Eigenschaft nicht. Die Tempora werden definiert als Relationen zwischen Zeitintervallen. Nach Reichenbachs Modell ergibt sich die Zeitinformation einer sprachlichen Aussage aus drei zusammenwirkenden und relational verknüpften Zeitgegebenheiten: Zunächst fixieren Sprechzeit S und Ereigniszeit E den Zeitpunkt einer Äußerung bzw. des versprachlichten Ereignisses und bilden damit objektive, außersprachliche Größen ab. Für die Zeit, auf die sich die sprachliche Kategorie Tempus direkt bezieht, steht hingegen die Referenzzeit R. Tempus bezeichnet nun eine Relation zwischen Sprechzeit und Referenzzeit, das heißt, man redet über eine Zeit R, die relativ zur Sprechzeit eingeordnet wird: Während sich bei der Zeitrelation der Gegenwart R mit S überlappt, geht bei der Zeitrelation der Vergangenheit R dem S vollständig voraus (man spricht über eine Zeit, die vergangen ist), beim Futur liegt umgekehrt die Referenzzeit R nach der Sprechzeit S. Die Ereigniszeit E wird erst in einem weiteren Schritt zu R in Beziehung gesetzt. Der Zusammenfall R = E ist hierbei nur der einfachste Fall von mehreren möglichen Relationen. Diese Abtrennung des zweiten Schritts zur Anbindung von E ermöglicht Weiterentwicklungen, mit denen auch komplexere Vergangenheitstempora wie etwa das Plusquamperfekt modelliert werden können (das eine Vorzeitigkeit des Ereignisses zu R bezeichnet).

## Wirkung
Durch seine Arbeit in der Berliner Gruppe und dem philosophischen Institut der UCLA hatte Reichenbach maßgeblichen Einfluss auf die Entwicklung des logischen Empirismus in Deutschland sowie der analytischen Nachkriegsphilosophie in den Vereinigten Staaten. Zu Reichenbachs zahlreichen Schülern zählten unter anderem Carl Hempel, Hilary Putnam und Wesley Salmon. In Berlin sowie Los Angeles galt Reichenbach als populärer Professor, der eng mit Studenten zusammenarbeitete und zahlreiche Dissertationen betreute.

## Mitgliedschaft
1948 wurde Reichenbach in die American Academy of Arts and Sciences gewählt.

## Werke (Auswahl)
Aufsätze
- Erwiderung auf H. Dinglers Kritik an der Relativitätstheorie. In: Physikalische Zeitschrift, Band 22, 1921, S. 379–384.
- Bericht uber eine Axiomatik der Einsteinschen Raum-Zeit-Lehre. In: Physikalische Zeitschrift, Band 22, 1921, S. 683–686.
- Der gegenwärtige Stand der Relativitatsdiskussion. In: Logos, Band X, 1922, Nr. 3, S. 316–378.
- Die Bewegungslehre bei Newton, Leibniz und Huyghens. In: Kant-Studien, Band 29, 1924, S. 416–438.
- Die Kausalstruktur der Welt und der Unterschied von Vergangenheit und Zukunft. In: Sitzungsberichte der Bayerischen Akademie der Wissenschaft, November 1925, S. 133–175.
- Stetige Wahrscheinlichkeitsfolgen. In: Zeitschrift für Physik, Band 53, 1929, Nr. 3–4, S. 274–307.
- Ziele und Wege der physikalische Erkenntnis. In: Handbuch der Physik, Hans Geiger, Karl Scheel (Herausgeber), Band IV, Julius Springer, Berlin 1929, S. 1–80.
- Die philosophische Bedeutung der modernen Physik. In: Erkenntnis 1, 1930, S. 49–71.
- Zum Anschaulichkeitsproblem der Geometrie. In: Erkenntnis 2, 1931, S. 61–72.
- Kant und die Naturwissenschaft. Die Naturwissenschaften, Band 21, 1933, Nummern 33–34, S. 601–606.
- Die logischen Grundlagen des Wahrscheinlichkeitsbegriffs. In: Erkenntnis 3, 1933, S. 401–425.
- Wahrscheinlichkeitslogik als Form des wissenschaftlichen Denkens. In: Actes du Congrès international de philosophie scientifique 4, 1935, S. 24–30.
- Reply to Ernest Nagel’s Criticism of My Views on Quantum Mechanics. In: Journal of Philosophy 43, 1946, S. 239–247.
- Rationalism and Empiricism: An Inquiry into the Roots of Philosophical Error. In: The Philosophical Review 57, 1948, S. 330–346.
- The Philosophical Significance of the Theory of Relativity. In: P. A. Schilpp (Hrsg.): Albert Einstein: Philosopher - Scientist, La Salle (Ill.): The Library of Living Philosophers Inc., 1949, S. 287–311.
- A Conversation between Bertrand Russell and David Hume. In: The Journal of Philosophy 46, 1949, S. 545–549.
- Are Phenomenal Reports Absolutely Certain? In: The Philosophical Review 61, 1952, S. 147–159.

Bücher
- Der Begriff der Wahrscheinlichkeit für die mathematische Darstellung der Wirklichkeit. In: Zeitschrift für Philosophie und philosophische Kritik, 1916, Nr. 161, 210–239; Nr. 162, 9–112, 223–253. Zugleich Diss. Erlangen 1915.
- Relativitätstheorie und Erkenntnis apriori. Springer, Berlin 1920.
- Axiomatik der relativistischen Raum-Zeit-Lehre. Vieweg & Sohn, Braunschweig 1924.
- Von Kopernikus bis Einstein. Der Wandel unseres Weltbildes. Ullstein, Berlin 1927.
- Philosophie der Raum-Zeit-Lehre. Walter de Gruyter, Berlin, Leipzig 1928.
- Atom und Kosmos. Das physikalische Weltbild der Gegenwart. Deutsche Buch-Gemeinschaft, Berlin 1930.
- Ziele und Wege der heutigen Naturphilosophie. Felix Meiner, Leipzig 1931 (Neudruck: Felix Meiner Verlag, Hamburg 2011 (Philosophische Bibliothek; 621), ISBN 978-3-7873-2144-5, 160 S.).
- Wahrscheinlichkeitslehre. Eine Untersuchung uber die logischen und mathematischen Grundlagen der Wahrscheinlichkeitsrechnung. Sijthoff, Leiden 1935.
- Experience and Prediction. An Analysis of the Foundations and the Structure of Knowledge, University of Chicago Press, Chicago, 1938.
- Philosophic Foundations of Quantum Mechanics. University of California Press, Berkeley 1944.
- Elements of Symbolic Logic. Macmillan Co., New York 1947.
- Philosophy and Physics. Faculty research lectures (1946), University of California Press, Berkeley 1948.
- The Rise of Scientific Philosophy. University of California Press, Berkeley 1951.
- Nomological Statements and Admissible Operations. North-Holland Publishing Company, Amsterdam 1954.
- The Direction of Time. H. Reichenbach, Herausgeber. University of California Press, Berkeley 1956.

Aufsatzsammlungen
- Defending Einstein. Hans Reichenbach’s Writings on Space, Time and Motion; herausgegeben von Steven Gimbel. Cambridge University Press, Cambridge 2006 [enthält englische Übersetzungen unter anderem von kleineren, im Zuge der Kontroversen um die Relativitätstheorie entstandenen Aufsätzen Reichenbachs, die heute ansonsten nur schwer greifbar sind]
- Ziele und Wege der heutigen Naturphilosophie. Fünf Aufsätze zur Wissenschaftstheorie; herausgegeben von Nikolay Milkov. Meiner, Hamburg 2011 [enthält unter anderem Ziele und Wege der heutigen Naturphilosophie und Die philosophische Bedeutung der modernen Physik]

Werkausgabe
- Gesammelte Werke: in 9 Banden; herausgegeben von Andreas Kamlah und Maria Reichenbach, Wiesbaden: Vieweg
  - 1977 Bd. 1: Der Aufstieg der wissenschaftlichen Philosophie
  - 1977 Bd. 2: Philosophie der Raum-Zeit-Lehre
  - 1979 Bd. 3: Die philosophische Bedeutung der Relativitätstheorie
  - 1983 Bd. 4: Erfahrung und Prognose: eine Analyse der Grundlagen und der Struktur der Kenntnis
  - 1989 Bd. 5: Philosophische Grundlagen der Quantenmechanik und Wahrscheinlichkeit
  - 1999 Bd. 6: Grundzüge der symbolischen Logik
  - 1994 Bd. 7: Wahrscheinlichkeitslehre: eine Untersuchung über die logischen und mathematischen Grundlagen der Wahrscheinlichkeitsrechnung
  - vom Verlag angekündigter Bd. 8: Kausalität und Zeitrechnung
- Maria Reichenbach & Robert S. Cohen (Hrsg.): Vienna Circle Collection, Vol. 4, Hans Reichenbach: Selected Writings, 1909 - 1953, Dordrecht: Reidel, 1978.